# Радуга (космический аппарат)
КА «Радуга» (индекс ГУКОС — 11Ф638, кодовое название «Грань») — первый советский серийный геостационарный спутник связи, изготовленный в КБ прикладной механики. Эти спутники основали Единую систему спутниковой связи (ЕССС) принятую на вооружение в 1979 г. Кроме обеспечения телефонно-телеграфной связью ВС СССР, спутники «Радуга» использовались и в гражданских целях: один из ретрансляторов работал в интересах народного хозяйства СССР и даже использовался международной организацией «Интерспутник» (аналог Intelsat).

## История
Разработка КА «Грань» началась в конце 1960-х годов и создавалась в соответствии с принятым Советом Министров СССР 9-м пятилетним планом на 1971—1975 гг. Этот план предполагал создание системы спутниковой связи на базе космических комплексов «Молния-2», «Молния-3» и «Грань». Разработка велась вместе с ракетно-космическим комплексом «Протон-К-Блок Д», так как этот комплекс позволял выводить спутники связи на геостационарную орбиту. До этого в СССР разрабатывались только спутники связи «Молния» для высокоэллиптических орбит.

### ЕССС
Постановление ЦК КПСС и СМ СССР от 24.10.1968 предусматривало создание спутниковой системы стратегической связи «Кристалл». Позднее был сделан вывод о том, что Государственную систему спутниковой связи (работы по созданию которой велись с 1965 г.) и систему «Кристалл» следует организационно объединить в Единую Систему Спутниковой Связи (ЕССС), а используемые в них КА максимально унифицировать. Эта система должна была отвечать всем требованиям по спутниковой связи Министерства Обороны СССР и её разработка была инициирована постановлением ЦК КПСС и Совета Министров СССР от 5.04.1972. ЕССС строилась на основе космических комплексов связи второго поколения с КА 11Ф637 «Молния-3» на высокоэллиптических орбитах и КА «Грань» на геостационарной орбите.
Разработчиком ЕССС был определён КБ прикладной механики Министерства общего машиностроения (в настоящее время ИСС имени академика М. Ф. Решетнёва). Бортовые ретрансляторы изготовлялись в НИИ радиосвязи Министерства радиопромышленности.
Конструкторская разработка КА «Радуга» была завершена в 1975 г., но для вывода КА на ГСО потребовалась переделка разгонного блока («Блок Д»). Новая модификация с торовым приборным отсеком с приборами системы управления получила обозначение 11С86 (и название «Блок ДМ») и впервые была испытана 26 марта 1974 г. На геостационарную орбиту был выведен КА «Космос-637», представлявший собой габаритно-весовой макет КА «Грань».
Летные испытания КА «Грань» начались 22 декабря 1975 г. и новый КА был официально назван «Радуга». Параллельно шли испытания КА 11Ф637 «Молния-3». В декабре 1979 г. «Грань» вместе с «Молнией-3» были приняты на вооружение.
Первоначально было предусмотрено размещение на ГСО двух спутников «Грань» в точках стояния 35° и 85° в. д. Орбитальная группировка из двух КА «Грань» обеспечивала организацию связи во всём Восточном полушарии, за исключением приполярных районов. Однако, в 1982 г. было решено модифицировать систему — расширить её эксплуатационные возможности и сделать более устойчивой в боевых условиях. Для этого была создана дополнительная подсистема из четырёх КА «Молния-3» и четырёх КА «Грань» на геостационарной орбите.
В 1989 году на смену КА «Грань» пришли модифицированные КА «Глобус».

## Платформа
КА «Грань» послужил прототипом для унифицированной платформы КАУР-3: впоследствии на её базе НПО ПМ создало КА «Горизонт» и «Экран».
Масса КА «Грань» составляла 1965 кг. Основой служил цилиндрический приборный отсек 5,5 м x 2,5 м. Размах двух солнечных батарей составлял 9,5 м и суммарная площадь — 25 м². Кроме того, вокруг нижней части цилиндрического гермоотсека располагалась ещё одна жестко закрепленная солнечная батарея.
КА имел трехосную систему ориентации с помощью гиросиловых стабилизаторов и двигателей малой тяги. Эти же двигатели применялись для привода КА в точку стояния.
При гарантированном сроке активного существования 3 года КА «Радуга» в среднем работали 5,9 лет, а один из спутников выполнял свои целевые задачи на орбите более двенадцати с половиной лет.

## Полезная нагрузка
Полезная нагрузка КА «Грань» представляла собой сложный антенный комплекс и два трех-ствольных ретранслятора C-диапазона.
Первый из ретрансляторов, «Дельта-1», разрабатывался в московском НИИ радиосвязи и служил для передачи телефонно-телеграфной информации для стратегической и оперативной связи в интересах Министерства обороны, а также правительственной связи. «Дельта-1» имел полосу пропускания 36 МГц, выходную мощностью 10 Вт и ЭИИМ — 33 дБВт
.
Ретрансляторы «Дельта-2» мощностью 8 Вт были зарегистрированы в ITU-R под названиями «Стационар» и «Стационар-Д». Они служили для передачи на сеть станций «Орбита» телевизионных программ.
Зоны обслуживания спутников находились на территории Советского Союза, а также в различных регионах Индийского и Атлантического океанов, Африки и Южной Америки.